# Ołtarz Rodziny Marii (dzieło Mistrza Rodziny Marii Młodszego)
Ołtarz Rodziny Marii – późnogotyckie retabulum ołtarzowe pochodzące najprawdopodobniej z niezachowanego do dziś kościoła św. Achacego (St. Achatius Kirche) w Kolonii wchodzącego niegdyś w skład konwentu sióstr Dominikanek. Namalowane około 1505–10, przez anonimowego artystę określonego jako Mistrz Rodziny Marii Młodszy. Obecnie w zbiorach kolońskiego Wallraf-Richartz-Museum. Cenny przykład gotyckiego malarstwa tablicowego zdradzający wpływy dzieł namalowanych przez przedstawicieli młodszej generacji prymitywistów niderlandzkich działających na przełomie XV i XVI wieku.

## Historia
Retabulum powstało na zlecenie rodziny Hackeney dla kolońskiego kościoła św. Achacego wchodzącego w skład klasztoru Dominikanek. Po zburzeniu zespołu klasztornego, na początku XIX wieku dzieło znajdowało się w prywatnej kolekcji. W 1824 zakupiony przez Fundację Ferdinanda Franza Wallrafa, założyciela Wallrafianum, które było zalążkiem obecnego Wallraf-Richartz-Museum.

## Opis i analiza
Jest to tryptyk, składający się z korpusu i pary skrzydeł mieszczących cztery kwatery (dwie pary na awersach i rewersach). Malowidła są wykonane techniką tempery. Środkowa tablica ma wymiary 144x187 centymetrów, kwatery boczne po 141x85 cm.
Ołtarz otwarty ukazuje Rodzinę Marii, świętych, oraz fundatorów retabulum – rodzinę Hackeney. Na środkowej tablicy połączono trzy sceny: Rodzinę Marii, sacra conversazione oraz mistyczne zaślubiny św. Katarzyny. Pośrodku, pod ozdobnym baldachimem siedzą Anna Samotrzeć i Maria z Dzieciątkiem Jezus. Zbawiciel kieruje swój wzrok i wskazuje ręką w stronę św. Katarzyny. Naprzeciwko niej zasiada św. Barbara. U stóp św. Katarzyny zasiada Maria Kleofasowa wraz z jej dziećmi (Judą Tadeuszem, Szymonem, Jakubem Młodszym i Barsabaszem), naprzeciwko, u stóp św. Barbary Maria Salome również z dziećmi (Jakubem Starszym i Janem Ewangelistą). Spośród stojących na drugim planie mężczyzn czterej z nich są zidentyfikowani jako Alfeusz (mąż Marii Kleofasowej) i mąż Anny, Joachim (pierwszy i trzeci od lewej) oraz Józef i mąż Marii Salome – Salomas (pierwszy i trzeci od prawej). Na kolumienkach widoczne są figurki, wizerunki świętych Wawrzyńca oraz Piotra i Pawła. W głębi, na skrajach środkowego obrazu widoczne są sceny Prezentacji Dzieciątka w świątyni oraz Zaśnięcie NMP.

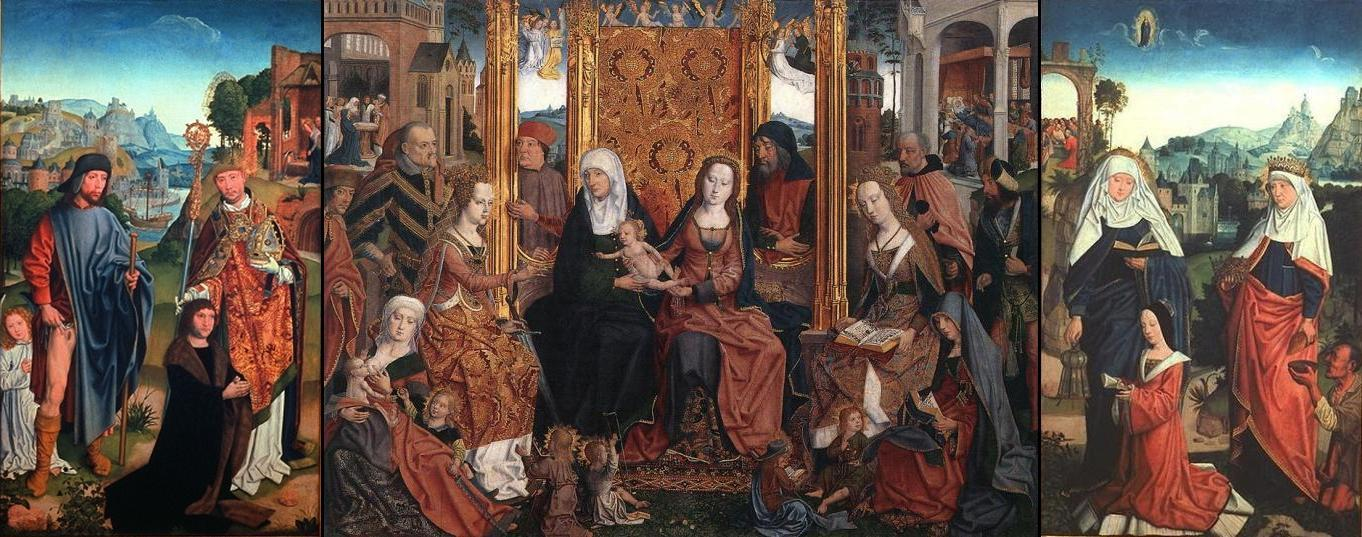
Mistrz Rodziny Marii Starszy, Ołtarz Rodziny Marii, Kolonia, Wallraf-Richartz-Museum

Na skrzydłach bocznych ukazano świętych i członków rodziny Hackeney. Na awersie lewego skrzydła święci Nikazy i Roch oraz Nikazy II Hackeney. W głębi widoczna jest scena Bożego Narodzenia. Na awersie prawego skrzydła święte Gudula i Elżbieta Węgierska oraz Christina z rodu Hardenrath, żona Nikazego Hackeneya. Na dalszym planie, po lewej scena Wniebowzięcia NMP. Cechą wspólną obu kwater jest ukazana w głębi drobiazgowo opracowana sceneria architektoniczno-krajobrazowa malowana zgodnie z zasadami perspektywy powietrznej. Na rewersach zostali przedstawieni święci Achacy i Hermolaus oraz Cecylia, Genowefa, Helena i Katarzyna Aleksandryjska. W dolnej strefie rewersów zostali przedstawieni dalsi przedstawiciele rodziny Hackeney, których tożsamość nie została zidentyfikowana.

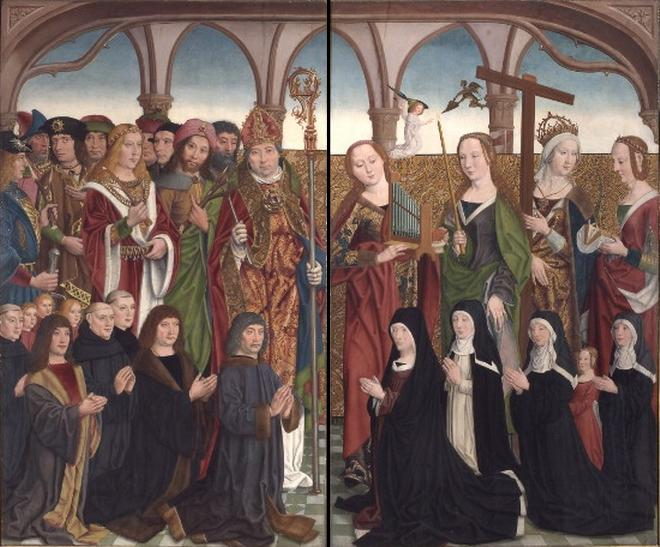
Zamknięty ołtarz

Tytułowy wątek umiejscowiony w centralnej części retabulum należy do powszechnych w XV wieku tematów w ikonografii Marii, w którym rozważano kwestie pokrewieństwa Marii, które w przeciwieństwie do Chrystusa nie zostało opisane w Biblii. Inspiracją do tych zagadnień były apokryfy, odrzucone przez Kościół, lecz będące źródłem dla wielu dzieł religijnych w literaturze i sztukach plastycznych. Są to Protoewangelia Jakuba, Ewangelia Pseudo-Mateusza oraz Ewangelia o Narodzeniu Marii. Istotne miejsce tworzy główny akcent kompozycji, powszechny w średniowieczu typ ikonografii Bożego Narodzenia, grupa Anny Samotrzeć, Marii i Dzieciątka. Starszy wariant tej grupy, gdzie ukazywano świętą Annę, trzymającą w rękach Marię z Dzieciątkiem został w późnym średniowieczu zastąpiony nową kompozycją, w której Dzieciątko jest pod opieką zarówno matki i babci. Ma to związek z kultem świętej Anny, której żywot został spisany w Złotej Legendzie Jakuba de Voragine i Speculum Historiae Wincentego z Beauvaix, a ponadto w XIV-wiecznym piśmie pióra Ludolpha von Sachsen nazywanym Vita Christi. Źródła te szczegółowo opisują związki małżeńskie Anny Samotrzeciej.
Autor malowideł retabulum reprezentuje późniejsze pokolenie szkoły kolońskiej – grupy artystów (w większości anonimowych) skupionych w Kolonii działających w okresie gotyku od XIV do połowy XVI wieku. Podobnie jak inni artyści tego pokolenia Mistrz Rodziny Marii Młodszy, który jest również twórcą m.in. z retabulum ołtarza Św. Sebastiana (również w zbiorach Wallraf-Richartz-Museum) był zainspirowany malarstwem prymitywistów niderlandzkich, czego dowodem w retabulum ołtarza Rodziny Marii jest dobra znajomość perspektywy i budowania przestrzeni, realistyczne opracowanie kompozycji oraz szczegółowa analiza twarzy, kostiumów itp.